# إسحاق بابيت
إسحاق بابيت (بالإنجليزية: Isaac Babbitt) هو شخصية أعمال ومخترِع ومهندس أمريكي، ولد في 26 يوليو 1799 في تونتون في الولايات المتحدة، وتوفي في 26 مايو 1862 في سومرفيل في الولايات المتحدة.

## وصلات خارجية
- إسحاق بابيت على موقع الموسوعة البريطانية (الإنجليزية)